# Mario Alberizzi
Mario Alberizzi (ur. 29 grudnia 1609 w Salve, zm. 29 września 1680 w Rzymie) – włoski kardynał.

## Życiorys
Urodził się 29 grudnia 1609 roku w Salve, jako syn Giovanniego Alberizziego i Giulii Farnese. Po studiach uzyskał doktorat utroque iure, a następnie został referendarzem Trybunału Obojga Sygnatur i kanonikiem bazyliki watykańskiej. 19 stycznia 1671 roku został wybrany tytularnym arcybiskupem Niksaru, a sześć dni później przyjął sakrę. W tym samym roku został asystentem Tronu Papieskiego i nuncjuszem w Arcyksięstwie Austriackim. 27 maja 1675 roku został kreowany kardynałem prezbiterem i otrzymał kościół tytularny San Giovanni a Porta Latina. W latach 1676–1679 był arcybiskupem ad personam Tivoli. Zmarł 29 września 1680 roku w Rzymie.